# Кумс, Пенни
Пе́нни Кумс (англ. Penny Coomes; род. 6 апреля 1989 года в Эскоте, Беркшир, Великобритания) — британская фигуристка, выступающая в танцах на льду в паре с Николасом Баклендом. Они — бронзовые призёры чемпионата Европы (2014), пятикратные чемпионы Великобритании (2012—2014, 2016 и 2018), бронзовые призёры этапа Гран-при Rostelecom Cup 2014, победители турнира серии Челленджер Nebelhorn Trophy (2017).

## Личная жизнь
Пенни Кумс родилась 6 апреля 1989 года в Аскоте. Она училась в начальной школе Уэссекса и средней школе Кокс Грин, прежде чем переехать в Ноттингем. Пенни изучала психологию в Университете Ноттингема Трента.
Она является падчерицей тренера по танцам на льду Филиппа Аскью. 
Пенни Кумс и Николас Бакленд были в отношениях в течение многих лет. 24 декабря 2018 года пара объявила о своей помолвке.

## Карьера

### Ранние годы
Пенни начала кататься на коньках в восемь лет.
В пару Пенни Кумс и Николас Бакленд объединились в 2005 году. Пенни и Николас встретились, когда её семья переехала в Ноттингем. Она начала кататься на коньках в Национальном ледовом центре, где Ник тренировался в одиночном катании. 
До 2007 года они выступали на национальном уровне и особых успехов не достигали. В октябре 2007 года пара дебютировала на юниорских этапах Гран-при. В немецком Хемнице Пенни и Николас замкнули десятку лучших, через неделю на домашнем этапе дуэт стал тринадцатым. В 2008 году они выиграли чемпионат Великобритании среди юниоров. На этом турнире Кумс повредила ногу в столкновении с другим фигуристом, но несмотря на это пара продолжила своё выступление. Три месяца спустя сканирование показало сломанную кубовидную кость, что привело к костному трансплантату и реконструктивной хирургии.
В следующем сезоне Кумс и Бакленд дебютировали на взрослом уровне. Первым стартом был турнир Finlandia Trophy 2008, на котором пара из Великобритании заняла последнее девятое место. В феврале 2009 года англичане выступили на зимней Универсиаде. В Харбине Пенни и Николас стали пятнадцатыми. 

### 2009/2010: Олимпийский сезон
В олимпийском сезоне пара заняла девятое место на турнире Icechallenge 2009 и четвёртое место на Ondrej Nepela Memorial. Завоевав на чемпионате Великобритании серебряные медали, они были включены в сборную страны на зимние Олимпийские игры в Ванкувере. После национального чемпионата пара решила, что им нужно выйти на новый уровень, поэтому они переехали в Нью-Джерси, чтобы тренироваться под руководством двукратного олимпийского чемпиона Евгения Платова. На дебютном чемпионате Европы, который прошёл в январе 2010 года в Таллине, британскому дуэту удалось попасть в произвольный танец, став шестнадцатыми в общем зачёте. 13 февраля в Ванкувере, городе в котором должны были пройти Олимпийские игры, у Бакленда начались симптомы тахикардии, но несмотря на это пара не снялась с соревнований.  На своей первой Олимпиаде Пенни и Николас замкнули двадцатку лучших.

### 2013/2014
Через 4 года они также выступали на сочинской Олимпиаде, где улучшили свои прежние результаты. Надо признать начало сезона у пары сложилось; они выиграли Мемориал Ондрея Непелы и выиграли бронзовую медаль на предолимпийском Чемпионате Европы.

### 2014/2015
Осенью 2014 года пара выиграла Кубок Ниццы улучшив показатели в короткой программе. В середине ноября выступали на российском этапе Гран-при. После короткого танца они уверенно занимали третье место, а в произвольном выступили очень превосходно заняли второе место (улучшив свои личные спортивные достижения); однако по сумме двух танцев остались на третьем месте и впервые выиграли бронзовые медали на этапах Гран-при. Однако им в этом сезоне не повезло на европейском и мировом первенствах, где они оба раза снялись с соревнований. В мае перешли к Игорю Шпильбанду.

### 2015/2016
Первым их стартом у нового тренера стал Мемориал Непелы в Братиславе в октябре 2015 года, на котором они стали вторыми. Далее пара выступала на этапе Гран-при Trophée Bompard, однако, после коротких программ, соревнования были отменены из соображений безопасности (в столице Франции произошла серия терактов). Далее пара выступила на этапе Гран-при NHK Trophy, где заняли пятое место. Вскоре они вновь стали чемпионами чемпионами Великобритании. На европейском чемпионате через месяц в Братиславе фигуристы выступили очень хорошо и вошли в число шести лучших пар континента. В начале апреля в Бостоне на мировом чемпионате британские танцоры вошли в число восьми лучших пар и улучшили свои прежние достижения в короткой, произвольной программах и сумме. Следующий предолимпийский сезон пара пропустила из-за травмы колена у партнёрши.

### 2017/2018
В конце сентября британские фигуристы начали олимпийский сезон. Они приняли участие в Оберсдорфе, на квалификационном турнире Небельхорн, где выступили великолепно. они финишировали на первом месте и сумели завоевать для своей страны путёвку на зимние Олимпийские игры. При этом они улучшили все свои прежние достижения. Также удачным было выступление в середине октября в Ницце на Кубке города, где пара вновь выиграла золотые медали. Через месяц фигуристы приняли участие в японском этапе серии Гран-при, где финишировали в середине турнирной таблицы. В начале декабря фигуристы выступали на национальном чемпионате и в пятый раз стали чемпионами своей страны. В середине января пара выступила на континентальном чемпионате в Москве где они вновь сумели финишировать в первой десятке и вернули для англичан право на следующий год заявить две пары. В середине февраля в Канныне на личном турнире Олимпийских игр британские финишировали в начале второй десятке лучших танцоров.

## Спортивные достижения

### Результаты после 2012 года
| Соревнования                         | 2012-2013 | 2013-2014 | 2014-2015 | 2015-2016 | 2017-2018 |
| ------------------------------------ | --------- | --------- | --------- | --------- | --------- |
| Зимние Олимпийские игры              |           | 10        |           |           | 11        |
| Чемпионаты мира                      | 13        | 9         | WD        | 7         |           |
| Чемпионаты Европы                    | 5         | 3         | WD        | 6         | 7         |
| Чемпионаты Великобритании            | 1         | 1         |           | 1         | 1         |
| Этапы Гран-при: NHK Trophy           | 6         |           | 5         | 5         | 7         |
| Этапы Гран-при: Rostelecom Cup       | 7         |           | 3         |           |           |
| Этапы Гран-при: Trophée Eric Bompard |           | 7         |           | С         |           |
| Мемориал Ондрея Непелы               |           | 1         |           | 2         |           |
| Небельхорн                           |           |           |           |           | 1         |
| Международный кубок Ниццы            |           |           | 1         |           | 1         |
| Кубок Баварии                        |           |           |           | 1         |           |

- С — соревнование не было завершено.

### Результаты до 2012 года
| Соревнования                              | 2005-2006 | 2006-2007 | 2007-2008 | 2008-2009 | 2009-2010 | 2010-2011 | 2011-2012 |
| ----------------------------------------- | --------- | --------- | --------- | --------- | --------- | --------- | --------- |
| Зимние Олимпийские игры                   |           |           |           |           | 20        |           |           |
| Чемпионаты мира                           |           |           |           |           |           | 16        | 14        |
| Чемпионаты Европы                         |           |           |           |           | 16        | 14        | 6         |
| Чемпионаты Великобритании                 | 5J.       | 2J.       | 1J.       |           | 2         | WD        | 1         |
| Этапы Гран-при: Cup of China              |           |           |           |           |           |           | 4         |
| Этапы Гран-при: Skate America             |           |           |           |           |           | 8         |           |
| Этапы Гран-при: NHK Trophy                |           |           |           |           |           | 8         |           |
| Золотой конёк Загреба                     |           |           |           | WD        | 3         |           | 2         |
| Finlandia Trophy                          |           |           |           | 9         |           |           |           |
| Мемориал Ондрея Непелы                    |           |           |           |           | 4         | 4         |           |
| Ice Challenge                             |           |           |           |           | 9         |           |           |
| Coupe Internationale de Nice              |           |           |           |           |           | 3         |           |
| Зимние Универсиады                        |           |           |           | 15        |           |           |           |
| Этапы юниорского Гран-при, Германия       |           |           | 13J.      |           |           |           |           |
| Этапы юниорского Гран-при, Великобритания |           |           | 10J.      |           |           |           |           |

- J = юниорский уровень
- WD = снялись с соревнований